# Nedo Nadi
Nedo Nadi (Livorno, 9 de junio de 1894-Portofino, 29 de enero de 1940) fue un deportista italiano que compitió en esgrima, especialista en las modalidades de florete, espada y sable. Participó en dos Juegos Olímpicos de Verano en los años 1912 y 1920, obteniendo en total seis medallas, un oro en Estocolmo 1912 y cinco oros en Amberes 1920.

## Palmarés internacional
| Juegos Olímpicos | Juegos Olímpicos   | Juegos Olímpicos | Juegos Olímpicos    |
| Año              | Lugar              | Medalla          | Prueba              |
| ---------------- | ------------------ | ---------------- | ------------------- |
| 1912             | Estocolmo (Suecia) | Medalla de oro   | Florete individual  |
| 1920             | Amberes (Bélgica)  | Medalla de oro   | Florete individual  |
| 1920             | Amberes (Bélgica)  | Medalla de oro   | Florete por equipos |
| 1920             | Amberes (Bélgica)  | Medalla de oro   | Sable individual    |
| 1920             | Amberes (Bélgica)  | Medalla de oro   | Sable por equipos   |
| 1920             | Amberes (Bélgica)  | Medalla de oro   | Espada por equipos  |